# Кардона Пуиг, Феликс
Феликс Кардона Пуиг (исп. Félix Cardona Puig; 3 февраля 1903, Мальграт-де-Мар — 5 декабря 1982, Каракас) — венесуэльский путешественник и исследователь испанского происхождения.
Окончил Морскую школу в Барселоне (1922), затем работал учителем в родном городе. В 1927 г. отправился в Венесуэлу и на протяжении более чем 30 лет занимался картографическим, а затем и ботаническим исследованием её труднодоступных районов. В первый же год своего пребывания в стране участвовал, в частности, в экспедиции к высокогорному водопаду Чурун, а в 1937 г. участвовал в обоих (майском и октябрьском) полётах к водопаду американского лётчика Джимми Эйнджела, которые принесли этому памятнику природы мировую известность, в результате чего водопад был назван Анхель в его честь.
Почётный член Американского географического общества (1958).